# Laoang
Laoang è una municipalità di seconda classe delle Filippine, situata nella Provincia di Northern Samar, nella regione di Visayas Orientale.
Laoang è formata da 56 baranggay:
- Abaton
- Aguadahan
- Aroganga
- Atipolo
- Bawang
- Baybay (Pob.)
- Binatiklan
- Bobolosan
- Bongliw
- Burabud
- Cabadiangan
- Cabagngan
- Cabago-an
- Cabulaloan
- Cagaasan
- Cagdara-o
- Cahayagan
- Calintaan Pob. (Sto. Niño)
- Calomotan

- Candawid
- Cangcahipos
- Canyomanao
- Catigbian
- E. J. Dulay
- G. B. Tan
- Gibatangan
- Guilaoangi (Pob.)
- Inamlan
- La Perla
- Langob
- Lawaan
- Little Venice (Pob.)
- Magsaysay
- Marubay
- Mualbual
- Napotiocan (Salvacion)
- Oleras
- Onay (Doña Luisa)

- Palmera
- Pangdan
- Rawis
- Rombang
- San Antonio (Son-og)
- San Miguel Heights (Pob.)
- Sangcol
- Sibunot
- Simora
- Suba
- Talisay
- Tan-awan
- Tarusan
- Tinoblan
- Tumaguingting (Pob.)
- Vigo
- Yabyaban (San Vicente)
- Yapas